# فیستا نوچه دل ریو

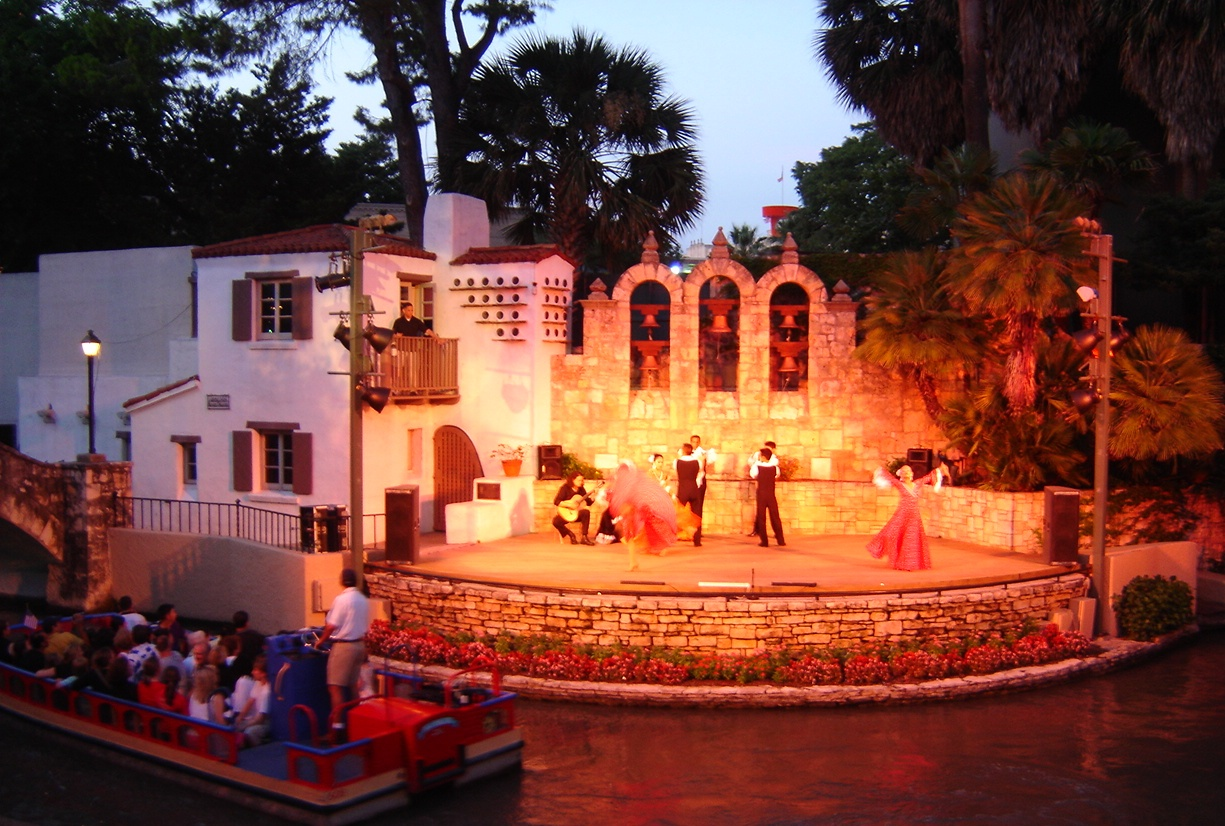
مراسم جشن و رقص در فیستا نوچه دل ریو

فیستا نوچه دل ریو (به اسپانیایی: Fiesta Noche del Rio) نام یک مراسم نمایشی رقص و موسیقی زنده تابستانی است که هر ساله در سن آنتونیو در تگزاس برگزار می‌گردد.
فیستا نوچه دل ریو از سال ۱۹۵۶ تا به کنون برگزار شده و کهن‌ترین مراسم رقص و آواز روباز دائم در آمریکا است.
رقص و آواز این مراسم برگرفته از آرژانتین، مکزیک، تگزاس، و اسپانیا می‌باشد و توام با نمایش‌های محلی گروههای ماریاچی و فلامنکو می‌باشد.
این مراسم در ریور واک برگزار می‌گردد.